# Alchemilla chalarodesma
Alchemilla chalarodesma es una especie de planta del género Alchemilla, perteneciente a la familia Rosaceae.

## Taxonomía
Alchemilla chalarodesma fue descrita por Plocek en 1991.

## Distribución
Se encuentra en el territorio de los montes Tatras.